# Metabelba rohdendorfi
Metabelba rohdendorfi är en kvalsterart som beskrevs av Bulanova-Zachvatkina 1965. Metabelba rohdendorfi ingår i släktet Metabelba och familjen Damaeidae. Inga underarter finns listade i Catalogue of Life.